# 蓝花喜盐鸢尾
蓝花喜盐鸢尾（学名：Iris halophila var. sogdiana）为鸢尾科鸢尾属下的一个变种。

## 扩展阅读
- 維基物種上的相關：蓝花喜盐鸢尾